# Giampiero Poggiali Berlinghieri

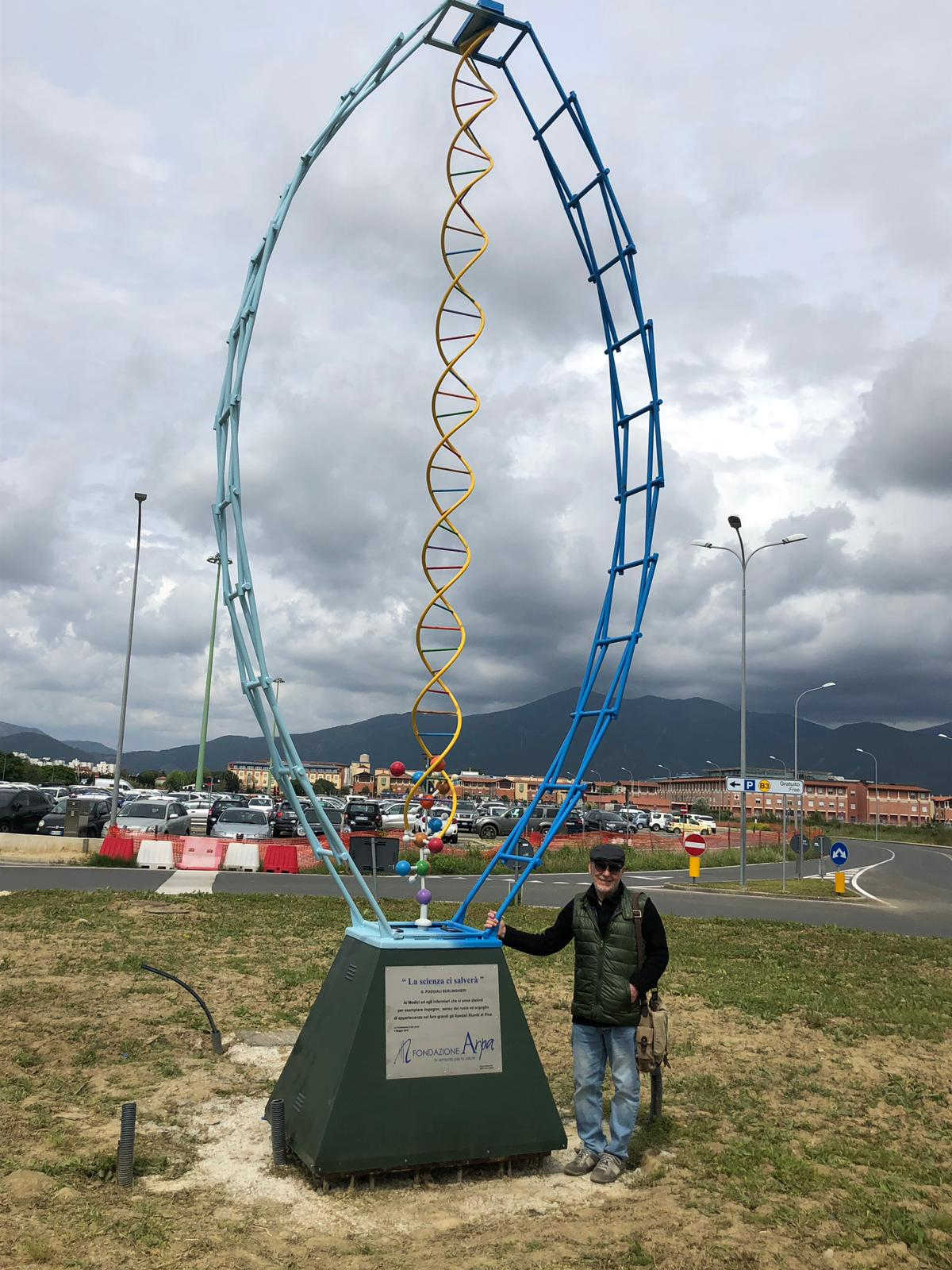

Giampiero Poggiali Berlinghieri (Firenze, 17 luglio 1936 – Firenze, 10 maggio 2021) è stato un pittore e scultore italiano.

## Biografia
Fiorentino, fino agli anni novanta esponeva come Giampiero Poggiali, per poi usare il doppio cognome Poggiali Berlinghieri per non confondersi con l'altro fiorentino, ma più giovane, Giovanni Poggiali.
Ha esordito nel 1968, quando espone i suoi lavori in una personale alla Galleria Inquadrature di Firenze. Dopo essere stato premiato, nel 1975, per il suo lavoro dall'Associazione artisti Plastici jugoslavi, soggiorna al villaggio artistico di Poçitely.
Segnalato sul Catalogo Bolaffi da Tommaso Paloscia (1975) e da Umberto Baldini (1981), nel 1984 espone alla mostra Contemporary Art Made in Florence, chiamato dalla Fondazione John Wamaker di Filadelfia. Nel 1985 è insignito della cittadinanza onoraria a Vitulano, dopo che ha eseguito un suo murales sulIa facciata del Municipio.
Nel 1986, al Forte Belvedere di Firenze, partecipa alla rassegna a cura di Renato Barilli.
Nel 2013 l'accademia di belle arti "Michelangelo" di Agrigento gli ha conferito la laurea honoris causa in Arti Visive e Discipline dello Spettacolo.

## Opere

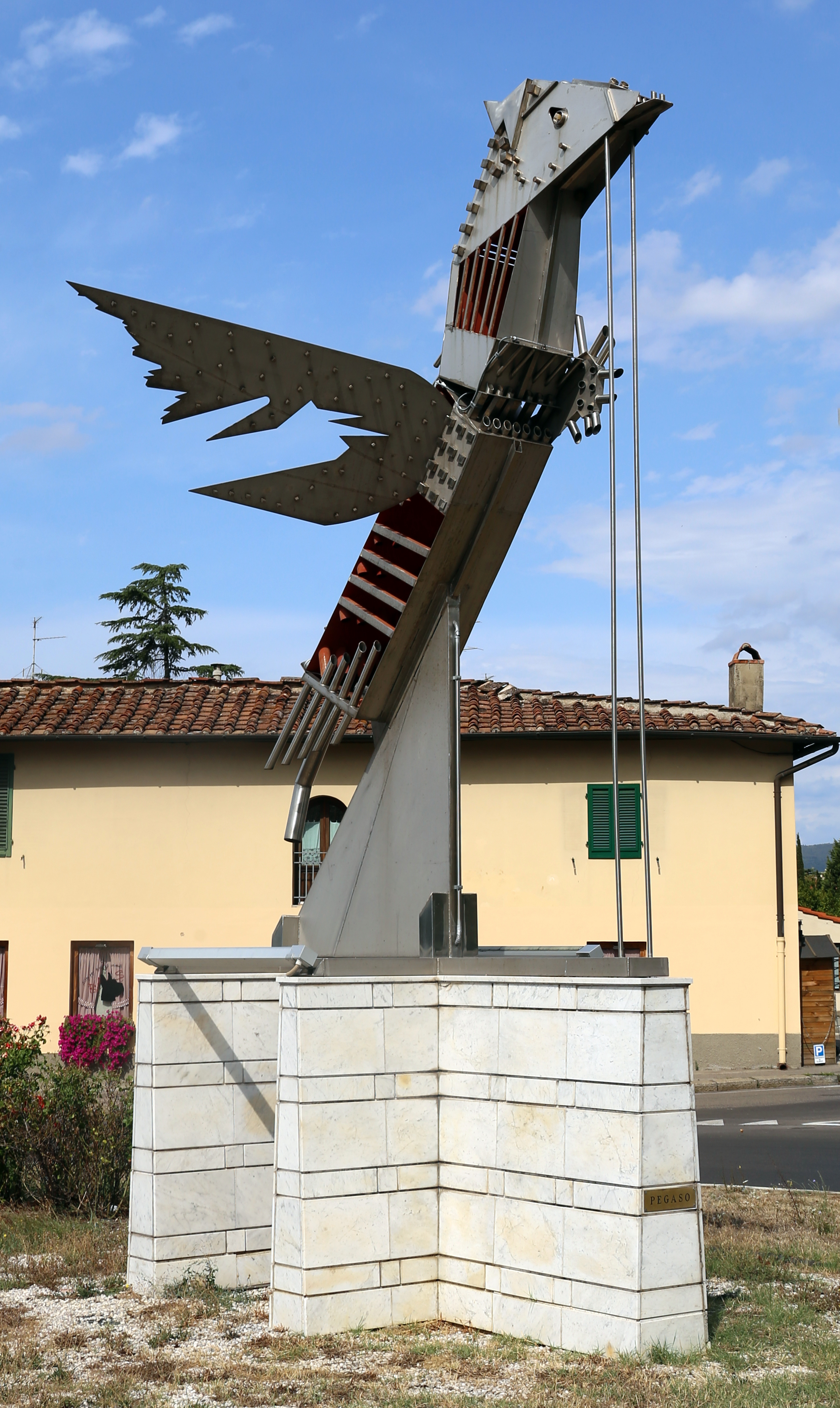
Il Pegaso di Sesto Fiorentino (1998-1999)

Le opere di Poggiali Berlinghieri spaziano dai dipinti alle installazioni; sempre intrise di «connotati fantastico-favolistici», contengono spesso reminiscenze di pop art o del secondo futurismo, in special modo dei «giocattoli» di Fortunato Depero. Ha eseguito numerosi autoritratti. La sua scultura di acciaio Pegaso è esposta a Sesto Fiorentino in Piazza XXX novembre.
Negli anni Ottanta ha esposto al Palazzo dei Diamanti di Ferrara e a Palazzo Strozzi a Firenze.
Pierre Restany lo ha accostato, rivalutandone l'opera, al Nouveau Réalisme francese.

### Esposizioni permanenti in musei e istituzioni
- Galleria degli Uffizi di Firenze.[6];
- Parco d'arte Pazzagli di Rovezzano.[7];
- MAGI '900 - Museo delle eccellenze artistiche e storiche di Pieve di Cento[8];
- Città dei bambini di Genova.[9];
- Parco di Pinocchio di Collodi;
- Museo Marino Marini di Firenze;
- Museo di arte religiosa contemporanea DiArt.[10].

### Libri
- Il sogno progettuale della poesia, a cura di Michel Pierre, Firenze, Arte Studio 53, 1993.

### Monografie
- Giampiero Poggiali - Opere 1972-1986, a cura di Nicola Micieli, Edizioni Il Pomo d'Oro, 1986.
- Giampiero Poggiali Berlinghieri: dipinti, sculture, installazioni, Museo civico Della Torre, Città di Treviglio, 1996
- Giampiero Poggiali Berlinghieri - pittura, scultura, installazioni dal 1968 al 1997, LoGisma, 1997.
- Delfo: Giampiero Poggiali Berlinghieri : opere dal 1968 al 1997, Logisma, 1997.
- Giampiero Poggiali Berlinghieri - cicli tematici formali 1968-1999, LoGisma, 1999.
- Giampiero Poggiali Berlinghieri: ritratti & autoritratti 1972-2007, a cura di Alessandra Borsetti Venier, Morgana, 2007.
- Biodiversity. Dipinti e sculture 2009-1976.